# 月球着陆器
月球着陆器是主要執行登陸月球任務的航天器。月球9号是第一艘成功在月球實現软着陆的航天器。阿波罗登月舱是唯一實用的载人月球着陆器。目前成功製造的國家有蘇聯、美國、中國、印度、日本。

## 型號

### 無人月球著陸器
- 月球4號，1963年
- 月球5號，1965年
- 月球6號，1965年
- 月球7號，1965年
- 月球8號，1965年
- 月球9號，1966年
- 勘測者1號，1966年
- 勘測者2號，1966年
- 月球13號，1966年
- 勘測者3號，1967年
- 勘測者4號，1967年
- 勘測者5號，1967年
- 勘測者6號，1967年
- 勘測者7號，1968年
- 月球17號，1970年
- 月球21號，1973年
- 嫦娥三号，2013年
- 嫦娥四号，2019年
- 创世纪号，2019年
- 月船2號，2019年
- 白兔-R M1，2023年
- 好客號月球探測器，2023年
- 月球25號，2023年
- 月船3號，2023年
- 游隼號月球著陸器，2024年
- 小型月球探測器*，2024年
- 直覺機器Nova-C月球著陸器，2024年至今
  - 奥德修斯号月球着陆器*，2024年
  - 雅典娜號月球著陸器*，2025年
  - IM-3（英语：IM-3），预计2025年
  - IM-4（英语：IM-4），预计2027年
- 藍色幽靈月球着陆器，2025年至今
  - 藍色幽靈一號，2025年
  - 藍色幽靈二號，预计2026年
  - 藍色幽靈三號，预计2028年
- 白兔-R M2，2025年
- 格里芬月球著陸器，预计2025年
  - 格里芬一號，预计2025年
  - 格里芬二號，预计2026年
- 藍月著陸器Mk1，预计2026年
- 嫦娥七号，预计2026年
- 白兔-R M3，预计2026年
- Nyx月球著陸器，预计2028年
- 月球27號（英语：Luna 27），预计2028年
- 月船5號（英语：Chandrayaan-5），预计2028年
- 嫦娥八号，预计2029年
- 阿林娜月球登陸器（英语：ALINA）

### 無人採樣返回月球著陸器
- 月球15號，1969年
- 月球16A號，1969年
- 月球16B號，1969年
- 月球16C號，1970年
- 月球16號，1970年
- 月球18號，1971年
- 月球20號，1972年
- 月球23號，1974年
- 月球24A號，1975年
- 月球24號，1976年
- 嫦娥五号，2020年
- 嫦娥六号，2024年
- 月船4號（英语：Chandrayaan-4），预计2027年
- 月球28號（英语：Luna 28），预计2030年
- 阿爾戈英雄月球著陸器（英语：Argonaut (lunar lander)），预计2031年

### 載人月球著陸器
- 阿波罗登月舱，1969-1972年
  - 阿波羅11號，LM-5“鷹”，1969年
  - 阿波羅12號，LM-6“無畏”，1969年
  - 阿波羅13號，LM-7“水瓶座”，1970年
  - 阿波羅14號，LM-8“心大星”，1971年
  - 阿波羅15號，LM-10“獵鷹”，1971年
  - 阿波羅16號，LM-11“獵戶座”，1972年
  - 阿波羅17號，LM-12“挑戰者”，1972年
- 星舰人类登陆系统，预计2027年
- 藍月著陸器Mk2，预计2029年
- 揽月着陆器，预计2029年